# Vlachník Krabice z Veitmile
Vlachník Krabice z Veitmile (často psáno: Weitmile, † 23. května 1399) byl 24. proboštem litoměřické kapituly svatého Štěpána v letech 1396–1398.

## Rodové souvislosti
Byl jedním ze členů staročeského vladyckého rodu Krabiců z Veitmile, který byl roku 1475 povýšen do panského stavu. Členové tohoto rodu byli oceňováni pro svůj vztah jak k českému národu, tak i k češtině.
Nejstarším doloženým členem rodu je Pešek Krabice z Veitmile, jenž na přání krále Jana Lucemburského postavil k ochraně důležité splavné české řeky Labe hrad Střekov, který měl střežit bezpečnost a který se stal hradem manským. Přídomkem rodu Veitmile se staly Smrkovice na Písecku. Rod se brzy rozrostl na několik větví. Jedna byla v Čechách, další větev na Moravě, v Polsku a další v Alsasku.

### Přibuzenské vztahy
Nově jmenovaný probošt Vlachník byl synem Jana a vystudoval teologii. Z české větve je nutno připomenout Beneše Krabice z Veitmile, jehož tři synové Beneš, Jan a Petr roku 1363 zřídili ve farním kostele v České Lípě zvláštní oltář svaté Anny. Nejstarší ze synů byl Beneš, který se rozhodl pro duchovní povolání, byl jmenován kanovníkem u svatého Víta v Praze a od roku 1363 i arcijáhenem Žatecka. V roce 1373 uskutečnil přenos ostatků zemřelých knížat a králů českých do nového chóru katedrály svatého Víta. Ve svatováclavském chrámu je dodnes v empoře mezi řadou tehdy oceňovaných osobností jeho portrét. Sám Beneš zemřel 1. července 1375. Jeho poslední prací byla česká kronika, která ve dvou svazcích (1282–1346, 1372–1375) popsala především období vlády císaře Karla IV. Císař tuto práci podporoval a sám mu poskytoval řad informací o událostech z doby své vlády. Kronika Beneše Krabice byla zprvu velice vysoko ceněna, ale v době kritického rozboru českých kronik jsou vzneseny výhrady k některým pasážím. Bratr Beneše Jan byl rovněž duchovní a až do roku 1380 byl farářem v České Lípě, později byl jmenován arcijáhen hradeckým a od roku 1378 pražským kanovníkem. Zemřel roku 1395. Beneš Krabice z Veitmile byl synovcem Vlachníka Krabice z Veitmile.

## Osobnost 24. litoměřického probošta
Vlachník Krabice z Veitmile si vyměnil s Janem Hakenbornem funkci pražského kanovníka za proboštství litoměřické. V letech 1374–1378 byl jmenován notářem krále Václava, kterého doprovázel roku 1376 do Frankfurtu ke královské volbě. Jako odměnu dostal funkci královského protonotáře a také byl arcijáhnem v Kouřimi a kanovníkem v Praze, Vratislavi a Litoměřicích. Roku 1396 byl jmenován litoměřickým proboštem. Na požádání probošta Vlachníka vydal papež Bonifác IX. (1389–1404) dne 3. listopadu 1396 reskript, v němž potvrdil, že jmenování Vlachníka Krabice proběhlo podle kanonického práva. Přesto se Vlachník necítil v Litoměřicích v nové funkci dobře a za dva roky po papežském reskriptu a právoplatnosti Vlachníkova proboštství již 16. listopadu 1398 směnil litoměřické proboštství za staroboleslavské, avšak již 23. května 1399 ve Staré Boleslavi zemřel.